# Route nationale 164bis
La route nationale 164BIS ou RN 164BIS était une route nationale française qui reliait Montauban-de-Bretagne à Rostrenen. Après les déclassements de 1972, elle a été reprise par la RN 164.

## Histoire
La RN 164BIS reliait à l'origine Rennes à Rostrenen. Elle a été créée par la loi du 14 mai 1837. Un arrêté du 14 mai 1962 a modifié le tracé de la RN 164BIS, le tronçon de Rennes à Saint-Méen-le-Grand a été déclassé en RD 125. La RN 164BIS relie ensuite Montauban-de-Bretagne à Rostrenen. Le dernier tracé de la RN 164BIS a été repris par la RN 164 à la suite de la réforme de 1972.

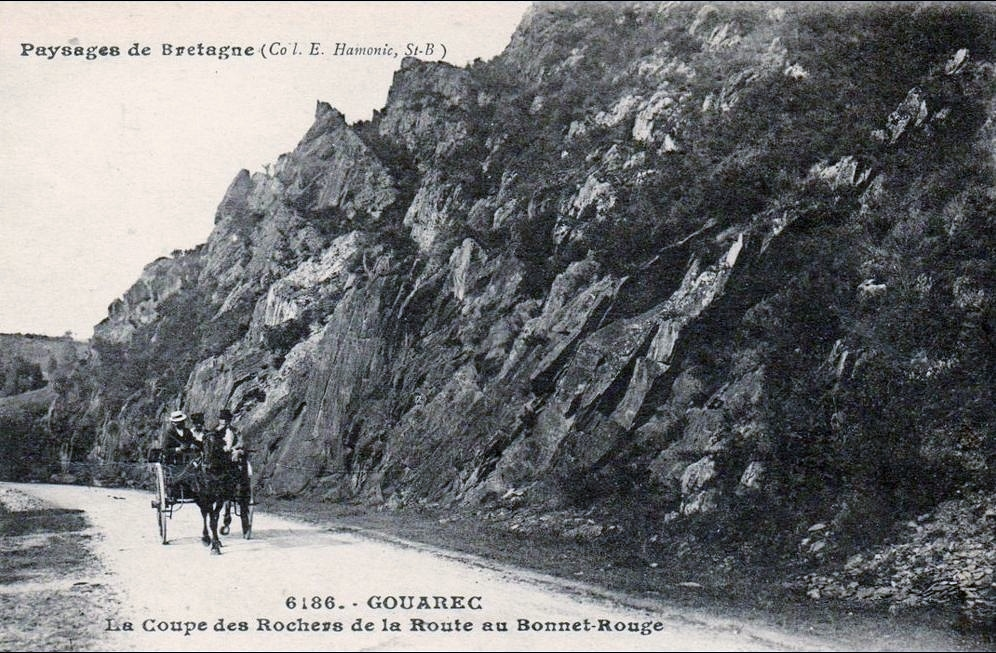
Les falaises du Rocher Rouge en Laniscat (juste à l'est de Gouarec) et la route nationale 164bis vers 1925 (carte postale Émile Hamonic).

## Tracé

### Entre Montauban-de-Bretagne et Rostrenen (N 164)
- Montauban-de-Bretagne (km 0)
- Saint-Méen-le-Grand (km 9)
- Trémorel (km 20)
- Merdrignac (km 28)
- Plémet (km 42)
- La Prénessaye (km 44)
- Loudéac (km 54)
- Saint-Caradec (km 62)
- Mûr-de-Bretagne (km 74)
- Caurel (km 78)
- Saint-Gelven (km 83)
- Gouarec (km 90)
- Plouguernével (km 96)
- Rostrenen (km 101)

### Entre Rennes et Saint-Méen-le-Grand (D 125)
- Rennes
- Vezin-le-Coquet
- L'Hermitage
- Breteil
- Montfort-sur-Meu
- Boisgervilly
- Saint-Méen-le-Grand